# Alvise Belegno

Stemma Belegno

Alvise Belegno (Venezia, 1539 – Venezia, 5 maggio 1606) è stato un politico, avvocato e letterato italiano.

## Biografia
Figlio di Bernardino, apparteneva a una famiglia del patriziato veneziano. Studente di diritto, si interessò al contempo anche di lettere, frequentando il circolo che si riuniva presso la casa di Domenico Venier (fra gli altri frequentatori: Sperone Speroni, Celio Magno, Bernardo Tasso); compare per questo tra gli interlocutori di una conversazione contenuta nel Diamerone di Valerio Marcellino. Sappiamo che compose qualche poesia, ma è difficile analizzare le sue qualità di letterato: ci resta infatti un solo sonetto e qualche altro verso compreso in una raccolta curata da Dionigi Atanagi in onore di Irene di Spilimbergo, amante delle arti morta in giovanissima età.
Il Belegno si distinse però in ambito forense. Nel 1560 fu avvocato ai Consigli, nel 1561 e 1564 avvocato alle Corti, nel 1566, 1568, 1570, 1572 e 1580 avvocato dei prigionieri. Più tardi fece carriera nell'amministrazione pubblica: nel 1591 fu avogador di Comun, nel 1593-94 fu luogotenente del Friuli. In quest'ultima veste, gli venne affidato l'incarico di realizzare le nuove fortificazioni di Udine, ma i lavori vennero interrotti poco dopo l'inizio. Nel 1594 fu censore, nel 1595 membro del Consiglio dei Dieci e inquisitore sull'osservanza della promissione ducale da parte del doge Pasquale Cicogna, morto qualche tempo prima. Fu poi savio del Consiglio e, nel 1598, consigliere del sestiere di Castello.